# فضولی (آلبوم)
فضولی (به انگلیسی: Meddle) نام ششمین آلبوم از گروه موسیقی پراگرسیو راک بریتانیایی، پینک فلوید، است. این آلبوم در سی‌ام اکتبر سال ۱۹۷۱ توسط هاروست رکوردز عرضه شد.
فضولی مابین اوت تا ژانویه ۱۹۷۱ در حالی به مرحله تولید رسید که گروه دارای تعهد به برگزاری تعدادی تور و کنسرت بود. مراحل ضبط آلبوم در چند استودیو مختلف پیرامون لندن مانند استودیوهای ابی رود و مورگان انجام گرفت. گروه در ابتدا برای این آلبوم هیچ آهنگ ذخیرهٔ از قبل ضبط‌شده یا ایدهٔ روشنی نداشت و در ساخت آهنگ‌ها دست به تجربه‌های صوتی زد که این عمل آن‌ها در آهنگ برجستهٔ آلبوم، «پژواک‌ها»، بیشتر نمود پیدا می‌کند.
اگرچه بیشتر آلبوم‌های بعدی پینک فلوید؛ بواسطهٔ شعرهای عمدتاً سروده شده توسط راجر واترز؛ دارای یک تم واحد است، اما این آلبوم چه در شعر و چه در موسیقی نوعی کوشش گروهی به‌شمار می‌رود که تمامی اعضای گروه در آن مشارکت دارند.
طرح روی جلد آلبوم بمانند بیشتر آلبوم‌های پینک فلوید؛ توسط گروه طراحی هیپ‌نسیس خلق شده، این در حالی است که سازندگان طرح جلد از جمله استورم تورجرسن چندان از این کار خود راضی نیستند.
آلبوم پس از عرضه نقدهای عموماً مثبتی را دریافت کرد و در بریتانیا تا جایگاه ۳ بالا آمد، اما در ایالات متحده آمریکا به جایگاهی بهتر از ۷۰ نرسید. آلبوم توسط آرآی‌اِی‌اِی گواهینامه طلایی را دریافت کرد.

## ضبط آلبوم
گروه پس از بازگشت ازیک‌سری تورهایی که برای آلبوم مادر قلب‌اتمی در آمریکا و انگلیس برگزار کرده بود، به لندن و ابی رود استودیوز بازگشت و بر روی قطعات جدید آغاز به کار کرد. در آن زمان ابی‌رود استودیوز تنها دارای ضبط‌کننده‌های ۸-تِرَکی بود، و برای پینک فلوید که نیاز به افزایش تکنیک‌های فنی برای پروژه خود داشت این میزان ناکافی بود.
گروه بهترین تلاش‌های خود شامل ابتدای آهنگِ «پژواک‌ها» را به ضبط‌کننده‌های ۱۶-ترکی در استودیوهای کوچکتری در لندن (با نام‌های اِی‌آی‌آر و مورگان) منتقل کرد و کار با امکانات انعطاف‌پذیرتری از سرگرفته شد. جلسه‌های ضبط در ابی‌رود و ای‌آی‌آر استودیوز عمدتاً توسط دو مهندس صدا با نام‌های جان لکی و پیتر باون صورت پذیرفت، در این زمان راجر واترز و راب بلک نیز به وظایف مهندسی و سایر کارهای جزئی در مرگان استودیوز (در وست همستید) رسیدگی می‌کردند.

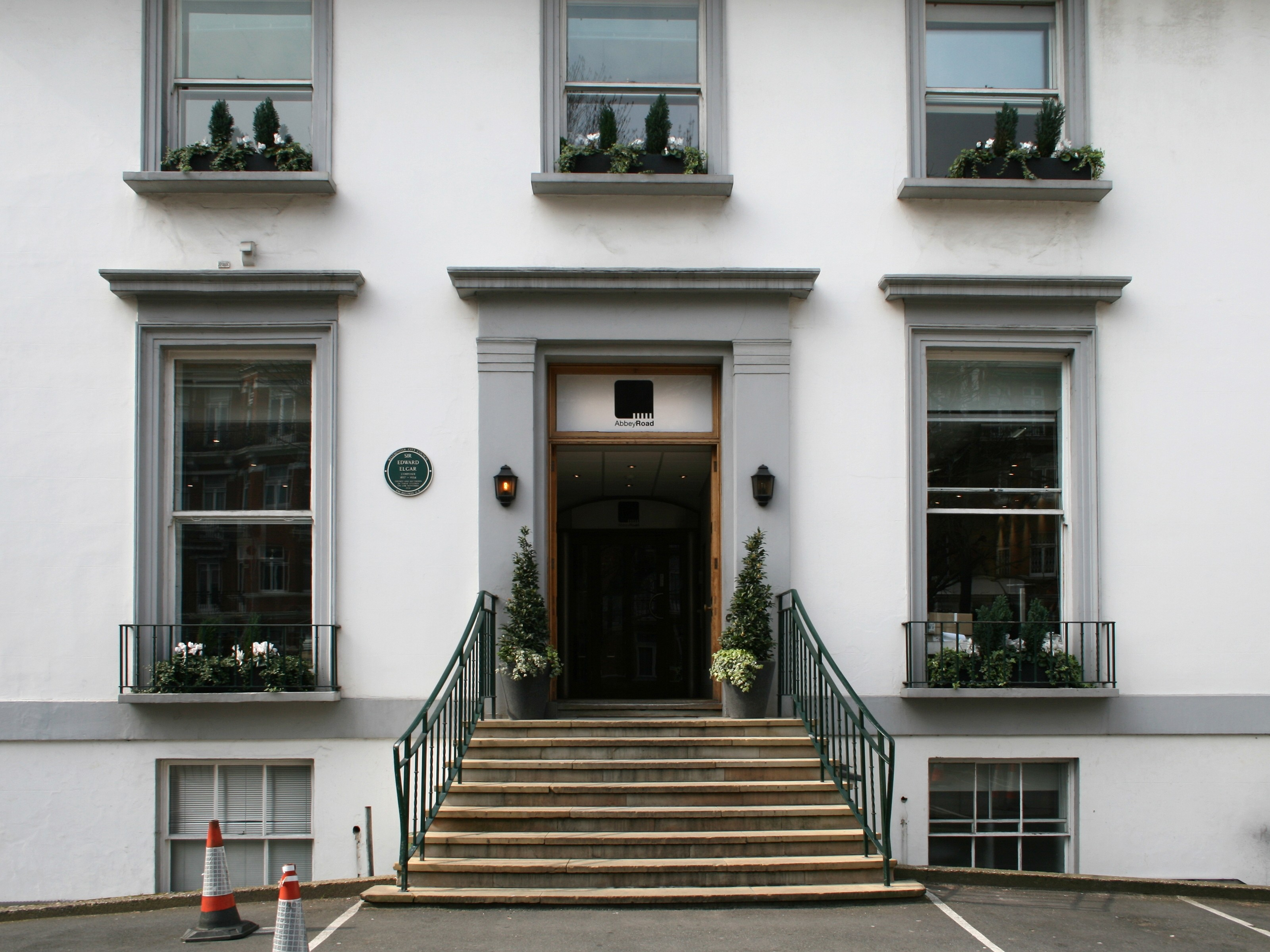
بخشی از مراحل ضبط آلبوم دراستودیوهای ابی رود انجام گرفت.

نبود یک تم اصلی در این پروژه موجب شد که اعضای گروه شیوه‌های تجربی گوناگونی را در جهت برانگیختن خلاقیتشان به کار گیرند. یکی از این تجربه‌ها بدین صورت بود که اعضای گروه هرکدام در یک مسیر جداگانه و بدون اینکه بداند اعضای دیگر چه کاری می‌کند، به نواختن می‌پرداختند. سرعت اجرا هم کاملاً تصادفی بود و این در حالی بود که گروه پیرامون ساختار کورد و حالت‌های مشخصی می‌نواخت، مثلاً مشخص بود دو دقیقه نخست باید عاشقانه و در دو دقیقهٔ بعدتر باید سریع‌تر نوازندگی کنند. هریک از این قسمت‌ها ضبط و نام‌گذاری شد؛ اما عمدتاً غیرقابل تولید بودند. پس از چند هفته آهنگ‌های کامل‌نشده‌ای ایجاد شد.
جان لکی سابقه همکاری در آلبوم‌هایی از رینگو استار و جرج هریسون را داشت و به عنوان متصدی امور ضبط در آلبوم فضولی به کار گرفته‌شده بود، تا حدی هم استخدام او به دلیل تمایلاتش به کار در ساعت‌های اولیه صبح بود. جلسه‌های کاری پینک فلوید اغلب در غروب آغاز می‌شد و تا اوایل صبح روز بعد ادامه می‌یافت. «در آن دوره هیچ چیز تمام نمی‌شد. با هیچ شرکتی قرارداد ضبطی بسته نشده بود و اغلب فقط مدیر ناشر گروه بود که با مقداری بطری شراب و ماری‌جوانا ظاهر می‌شد.» گروه در این دوره تمایل داشت که وقتش را مدتی روی صداهای ساده یا یک ریف گیتار ویژه بگذارد. آن‌ها همچنین در این میان چند روز را در استودیوهای ای‌آی‌آر؛ برای ایجاد موسیقی با استفاده از اشیای خانگی سپری کردند، یک پروژه‌ای که بعدها مابین دو آلبوم کاش اینجا بودی و نیمه تاریک ماه بازیابی شد.
به دنبال آن تجربه‌های ابتدایی — که «Nothings» نامیده می‌شد — گروه «Son of Nothings» را گسترش داد و آن هم با «Return of the Son of Nothings» که عنوان آلبوم در زمان ساخت بود، ادامه یافت. یکی از این کارهای ابتدایی؛ درگیر استفاده در پیانوی ریچارد رایت شد. رایت یک تک نُت را به واسطهٔ یک بلندگوی لسلی عبور داد که منجر به تولید یک صدای پینگِ زیرِ دریا-مانند شد. گروه تلاش کرده بود که این پینگ را دوباره ایجاد کند، اما تلاش‌ها برای این کار ناموفق بود و در نهایت از نسخهٔ دموی آن در آنچه بعدها می‌خواست «پژواک‌ها» نامیده شود استفاده کرد. بیشتر این دوره در استودیوهای ای‌آی‌آر انجام گرفت. با ترکیب این قطعه به همراه گیتار زدن دیوید گیلمور، گروه می‌توانست بر روی گسترش و جلو بردن آهنگ به همراه افکت‌های صوتی نابهنگام و اتفاقی مانند صدایی که گیلمور به‌طور اتفاقی از وا وا پدال خود کشف کرده بود، کار کند. برخلاف مادر قلب اتمی، قابلیت‌های استودیوی آهنگِ چندقسمتی جدید؛ آن‌ها را قادر می‌ساخت که به جای اجرای آهنگ در یک مرحله، آن آهنگ را در صحنه‌های نمایش ایجاد کنند. این قطعهٔ ۲۳ دقیقه‌ای سرانجام تمام نیمهٔ دوم آلبوم را به خود اختصاص داد.
آهنگ «یه روز از این روزها» پیرامون یک بیس‌لاین با ریتم تکراری توسعه داده شده که توسط راجر واترز نوشته شده بود. این بیس‌لاین توسط واترز و گیلمور با دو گیتار بیس اجرا شد. جمله‌ای که نیک میسن در میانه‌های آهنگ می‌گوید: «یه روز از این روزها تورو به قطعه‌های کوچکی تکه‌تکه می‌کنم» با سرعت دوبرابر ضبط شده و دوباره با سرعت معمولی پخش و ضبط شد.
فضولی در دوره‌ای ضبط شد که گروه دارای الزامات قراردادی برای برگزاری تور بود و از این رو؛ این تولید در یک دوره زمانی قابل توجه گسترده شده بود.
گروه در نیمهٔ اول آوریل به ضبط می‌پرداخت اما در نیمهٔ دوم ماه و پیش از اینکه به جلسه‌های ضبط بازگردد به اجرا در دانکاستر و نوریچ می‌رفت. در ماه مه آن‌ها زمان خود را به جلسه‌های ضبط در ابی رود، و تمرین‌ها و کنسرت‌های لندن و ناتینگ‌هام و چند شهر دیگر تقسیم کردند. ژوئن و ژوئیه را گروه عمدتاً در سالن‌های سراسر اروپا به اجرا پرداخت. در ماه اوت گروه به مشرق زمین و استرالیا رفت، در سپتامبر در اروپا به اجرا پرداخت و در اکتبر تا نوامبر نیز به برگزاری اجرا در ایالات متحده پرداخت. در دورهٔ مشابه گروه آلبوم گردآوری‌شدهٔ یادگاره‌ها را منتشر کرد که شامل کارهای ابتدایی از گروه بود. یک میکس چهاربعدی (چهارصدایی) هم از آلبوم در استودیوی کاماند در ۲۱ و ۲۶ سپتامبر تهیه شده بود که همچنان پخش‌نشده باقی مانده‌است.

## موسیقی‌سازی

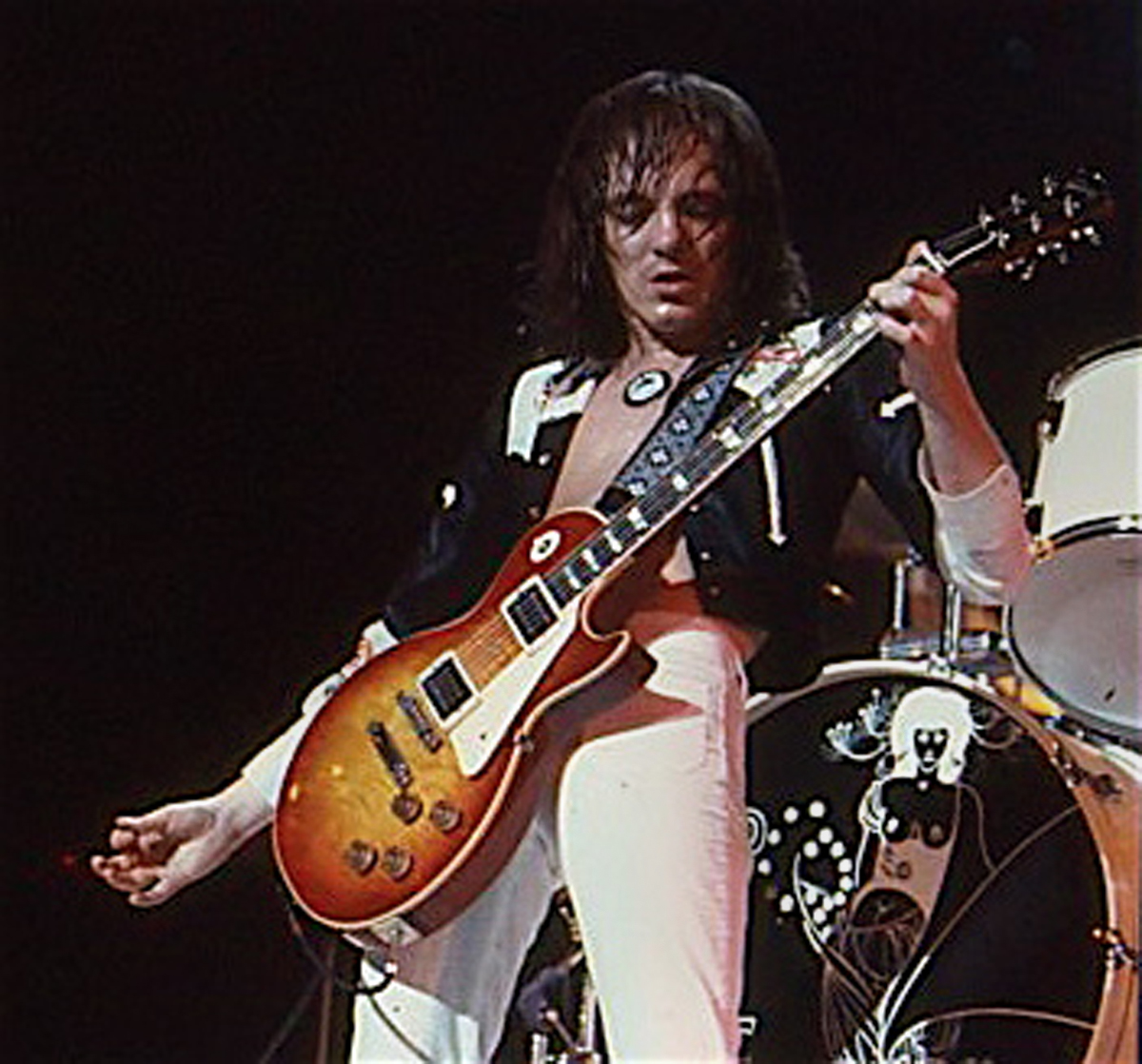
پینک فلوید،

اگرچه از لحاظ موسیقی، آلبوم فضولی دارای حالت‌های مختلفی است اما نسبت به آلبوم پیشین گروه در ۱۹۷۰، مادر قلب اتمی، منسجم‌تر است.
قطعهٔ بی‌کلام و نسبتاً بلند آهنگ «یه روز از این روزها» با آهنگ «بالشی از باد» دنبال می‌شود که ریتم آرام آهنگ، آن را از باقی آهنگ‌ها متمایز می‌کند و جزو معدود ترانه‌های عاشقانهٔ پینک فلوید نیز به‌شمار می‌رود. این دو آهنگ به اثرهای صوتی صدای باد به یک‌دیگر پیوند داده می‌شوند که از این اثرات صوتی باد در آلبوم کاش اینجا بودی نیز استفاده شده‌است. عنوان آهنگ «بالشی از بادها» از بازی «ماژونگ» گرفته شده‌است که میسن و واترز به همراه همسرانشان در جنوب فرانسه بازی می‌کردند.
ترانه «نترس» (برابر فوتبالی‌اش «نیرومند و پرابهت») شامل یک ضبط بیرون‌استودیویی از سرود هواداران باشگاه فوتبال لیورپول که با نام «تو هیچ‌گاه تنها قدم نخواهی زد» شناخته می‌شود، است که به آهنگ «سن تروپز» محو می‌شود.
«سن تروپز» یک آهنگ پاپ/جَز است که توسط واترز نوشته شده‌است و از سفری که گروه در سال ۱۹۷۰ به فرانسه داشت تأثیر گرفته‌شده‌است. پینک فلوید در این آلبوم کار نادری را انجام داد و برای آهنگ «سیموس»، از یک سگ برای خوانندگی در آهنگ استفاده کرد. (سگ به استیو مریات تعلق داشت. دیوید گیلمور نیز در این آهنگ به خواندن می‌پردازد.
از «سیموس» در نظرسنجی‌ها، همواره به عنوان بدترین ترانه‌ای که توسط پینک فلوید ساخته شده یاد می‌شود، با این حال گروه بعدها نیز از صدای جانوران در آلبوم‌های خود مانند: جانوران استفاده کرد.
آخرین ترانهٔ این آلبوم «پژواک‌ها» نام دارد که زمان آن ۲۳ دقیقه بوده و برای نخستین بار در ۲۲ آوریل ۱۹۷۱ در نوریچ به اجرا درآمد، گروه برای ساخت این آهنگ شش ماه در سه استودیوی ابی رود، ای‌آی‌آر و مرگان وقت گذاشت و تقریباً بیشتر مراحل ضبط آن در استودیوهای ای‌آی‌آر انجام شد و در ژوئیه ۱۹۷۱ به اتمام رسید. عنوان «پژواک‌ها» به یکی از آلبوم‌های گردآوری شده پینک فلوید با نام پژواک‌ها: بهترین‌های پینک فلوید نیز داده شده که آهنگ «پژواک‌ها» با ویرایش‌های سراسری که بر رویش اعمال شد؛ با هفت دقیقه کمتر نسبت به نسخهٔ اصلی‌اش در این آلبوم گردآوری شده قرار گرفت.
برخی قطعات نیز در هنگان تولید آلبوم ساخته شده بودند که در آلبوم قرار نگرفتند، یکی از آن‌ها بعدها با نام «اختلال ذهنی» در آلبوم نیمه تاریک ماه قرار گرفت.

## جلد آلبوم

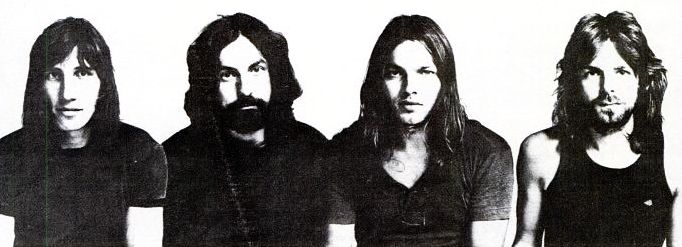
راست به چپ:رایت، گیلمور، میسن، واترز - عکسی گروهی از پینک فلوید که در بسته‌بندی آلبوم از آن استفاده شده‌است. بعد از این تا سال ۱۹۸۷ عکسی از اعضای گروه در بسته‌بندی آلبوم قرار نگرفت.

طرح اولیه که استورم تورجرسن برای طرح جلد داده بود نمایی بسته از نشینِ یک انتر بود که گروه این را رد کرد و هنگامی که در تور ژاپن بود با تلفن بین‌المللی با تورجرسن تماس گرفتند و در عوض گفتند که به جای طرح مذکور می‌خواهند از یک «گوش در زیر آب» استفاده بشود. عکس روی جلد توسط با داولینگ عکاسی شد و یک گوش را در زیر آب نشان می‌داد که در آن امواج صدا به شکل امواج روی آب نشان داده می‌شدند. تورجرسن بعدها عنوان کرد که علاقه‌اش به جلد آلبوم فضولی نسبت به آلبوم‌های دیگر پینک فلوید در پایین‌ترین حد قرار دارد: «بنظرم فضولی آلبوم بهتری نسبت به طرح جلد اون هست». آبری پاول (همکار تورجرسن) نیز از این طرح جلد نفرت داشت و به نظر او این طرح جلد از روی تردید انجام شده و عدالت در مورد آن برقرار نشده.
جلد آلبوم در حالت تمام باز شامل یک عکس از چهار عضو گروه است که بعد از این تا سال ۱۹۸۷ و آلبوم لغزش آنی در عقل تصویری از اعضای گروه در آلبوم قرار نمی‌گیرد.

## تاریخچه پخش
آلبوم فضولی در ۳۰ اکتبر ۱۹۷۱ در آمریکا و ۱۳ نوامبر در بریتانیا منتشر شد. اما میبت و وبگاه رسمی پینک فلوید عنوان می‌کنند که در ۱۳ نوامبر در بریتانیا منتشر شده. همهٔ منابع در مورد زمان انتشار آلبوم در ایالات متحده آمریکا اتفاق نظر دارند. بعدها به صورت رمسترشده و آلبوم پرآهنگ نیز انتشار یافت.در آوریل ۱۹۸۹ نیز به صورت سی‌دی طلایی منتشر شد. آلبوم به عنوان بخشی از مجموعه جعبه‌ای بدرخش در ۲ نوامبر ۱۹۹۲ منتشر شد.
اگرچه آلبوم در بریتانیا توانست فروش خوبی داشته باشد و در جدول فروش به مکان سوم دست یابد، اما در آمریکا نتوانست به جایگاهی بهتر از ۷۰اُم دست یابد و کپیتال رکوردز نتوانست فروش خوبی از این آلبوم داشته باشد.
در ۲۹ نوامبر ۱۹۷۱ آهنگ «یه روز از این روزها» به صورت تک‌آهنگ ۷ اینچی همراه با آهنگ «نترس» در سمت دیگرش در آمریکا منتشر شد.
«یه روز از این روزها» و «پژواک‌ها» دو آهنگی از این آلبوم بودند که در فیلم پمپئی و اجرای ۱۹۷۱ گروه با نام در کنسرت به اجرا درآمدند.فضولی بعدها در ۲۹ اکتبر ۱۹۷۳ توسط انجمن صنعت ضبط موسیقی ایالات متحده آمریکا گواهینامه طلایی گرفت و بعدتر هم در ۱۱ مارس ۱۹۹۴ توانست شامل دو بار گواهی پلاتین شود.

### بازخورد منتقدین
به محض انتشار آلبوم، از سوی منتقدین موسیقی، نقدهای عموماً مثبتی به آلبوم داده شد. ژان چارلز کاستا منتقد رولینگ استون عنوان کرد که این آلبوم نه تنها تأیید گیتاریست دیوید گیلمور به عنوان نیروی شکل دهندهٔ واقعی گروه است، بلکه تأکید داشت که گروه دوباره خیلی خوب در مسیر رشد قرار گرفته‌است. ان‌ام‌ئی نیز آلبوم را «فوق‌العاده خوب» توصیف کرد و آهنگ «پژواک‌ها» را «نقطه اوجی» خواند که گروه برای رسیدن به آن تلاش می‌کردند. استیو پترسن، منتقد هیت پاریدر، فضولی را بهترین آلبوم آن‌ها برای همیشه دانست و از دید او آهنگ «نترس» بهنترین آهنگ آلبوم بود. اِد کِلِر از مجلهٔ سیرکس آلبوم را «یک کار استادانهٔ دیگر از یک گروه چیره‌دست» نامید و از آهنگ «نترس» به عنوان دلربا و مجذوبگر یاد کرد و «پژواک‌ها» را هم ستود و مورد تحسین قرار داد و از آن به عنوان قطعه آهنگی نام برد که اعضای گروه می‌توانند ماهیچه‌های خودشان را برای مدت زیادی به کشش وادارند.ملودی میکر آلبوم را یک موسیقی متن برای فیلمی ناموجود توصیف کرد.
| بررسی انتقادی           | بررسی انتقادی |
| منبع                    | رتبه‌بندی      |
| ----------------------- | ------------- |
| آل‌میوزیک                | [ ۳۲ ]        |
| بی‌بی‌سی                  | (مطلوب)       |
| بیلبورد                 | (مطلوب)       |
| رابرت کریستگاو          | ب منفی        |
| کیو                     | 3/5 ستاره     |
| رولینگ استون            | مطلوب         |
| رولینگ استون آلبوم گاید | ۲۰۰۴          |

رابرت کریستگاو، منتقد ویلیج ویس، به آلبوم نمرهٔ «ب منفی» داد، این نمره از دید او یعنی که آلبوم را کمی جالب توجه می‌بیند و سه کات با ارزش نیز برایش در نظر می‌گیرد. هرچند که شعر آهنگ «بالشی از باد» را نقد کرد: «واژهٔ «Behold» دیگه هرگز نباید از فیلتر اونا عبور کنه، اما این قطعاً یک بهبود هست، ی گام کوچک برای بشریت و یک گام بزرگ برای پینک فلوید». دارلی ایزلی از بی‌بی‌سی در یک بررسی گذشته‌نگرانه‌ای که از آلبوم داشت آن را با آلبوم مادر قلب اتمی مقایسه کرد و معتقد بود با آنکه گروه تنها کمی بیشتر از یک سال فضولی را نسبت به آن آلبوم منتشر کرده اما: «این دوباره مثل همون آلبوم قبلی هست… فقط خیلی بیشتر و بیشترتر صداهای بهتر داره و صداهای شلوغ پلوغی که در آلبوم قبل وجود داشت خیلی کمتر شده». وی همچنین آهنگ «پژواک‌ها» را کامل دانست و آن را نمونهٔ درستی از هرچیز در پراگرسیو راک بیان کرد:دلنشین، هوشمندانه و گیرا.
راب شفیلد، منتقد موسیقی از رولینگ استون آلبوم گاید به آلبوم ۳٬۵ ستاره از ۵ ستاره داد و عنوان کرد که: «فضولی نوع موسیقی بلوغ‌یافته از فلوید را در قطعهٔ ۲۳ دقیقه‌ای «پژواک‌ها» شناساند». منتقد آل‌میوزیک نوشت که آلبوم بیشتر زمانش را با ترکیب‌های صوتی و ساخت‌های کشیده‌شده سپری کرد و بیشتر قطعهٔ «پژواک‌ها» در خور توجه است. همچنین از نظر این منتقد؛ اگر پینک فلوید در ساختار و ترکیب ماهرانه عمل نمی‌کرد، هیچی نبود و فضولی را یکی از برترین گشت و گذارهای پینک فلوید در داخل جزئیات کوچک در نظر گرفت و آلبوم را قوی‌ترین ضبط پینک فلوید مابین جدایی برت و انتشار نیمه تاریک ماه می‌دانست.

## فهرست آهنگ‌ها
| سمت نخست | سمت نخست                                          | سمت نخست                  | سمت نخست    | سمت نخست |
| شماره    | نام                                               | آهنگساز                   | خواننده(ها) | مدت      |
| -------- | ------------------------------------------------- | ------------------------- | ----------- | -------- |
| ۱.       | «یه روز از این روزها»                             | واترز، رایت، میسن، گیلمور | بی‌کلام      | ۵:۵۷     |
| ۲.       | «بالشی از باد»                                    | واترز، گیلمور             | گیلمور      | ۵:۱۰     |
| ۳.       | «نترس» (شامل سرود «تو هیچ‌گاه تنها قدم نخواهی زد») | واترز، گیلمور             | گیلمور      | ۶:۰۸     |
| ۴.       | «سَن تروپز»                                        | واترز                     | واترز       | ۳:۴۳     |
| ۵.       | «سیموس»                                           | واترز، رایت، میسن، گیلمور | گیلمور      | ۲:۱۶     |

| سمت دوم | سمت دوم   | سمت دوم                   | سمت دوم      | سمت دوم |
| شماره   | نام       | آهنگساز                   | خواننده(ها)  | مدت     |
| ------- | --------- | ------------------------- | ------------ | ------- |
| ۱.      | «پژواک‌ها» | واترز، رایت، میسن، گیلمور | گیلمور، رایت | ۲۳:۲۹   |

## در جدول فروش
| سال  | نمودار               | مکان |
| ---- | -------------------- | ---- |
| ۱۹۷۱ | بریتانیا             | ۳    |
| ۱۹۷۱ | بیلبورد آلبوم‌های پاپ | ۷۰   |

## سازندگان این آلبوم
- ریچارد رایت - ارگ، پیانو، خواننده در «پژواک‌ها»
- راجر واترز - گیتار بیس، گیتار در «سن تروپز»
- دیوید گیلمور - گیتار، گیتار بیس در «یه روز از این روزها»، خواننده
- نیک میسن - درامر، پرکاشن، گوینده متن در «یه روز از این روزها»

## واژه‌نامه انگلیسی و نکته‌ها
1. ↑  Morgan Studios
2. ↑  8-track
3. ↑  Peter Bown
4. ↑  Rob Black
5. ↑  You'll Never Walk Alone
6. ↑  آهنگ «سیموس» بعداً توسط یک سگ دیگر و بدون شعر و با تغییر نام به «Mademoiselle Nobs» در فیلم زنده در پمپئی قرار گرفت.
7. ↑  با نام اولیه Return of the Son of Nothing
8. ↑  پاوی در سال ۲۰۰۷ اشاره می‌کند که آلبوم در ۵ نوامبر در بریتانیا منتشر شده، ,<ref>(Povey 2007، ص. 150)
9. ↑  توسط Mobile Fidelity Sound Lab
10. ↑  UK - EMI PFBOX 1, US - Columbia CXK 53180 S1<ref name="PoveyNA">(Povey 2007، ص. N/A)